# Стодолище (Смоленская область)
Стодо́лище — посёлок в Смоленской области России, в Починковском районе. Расположено в южной части области в 28 км к юго-востоку от районного центра и 30 км к северо-западу от г. Рославль, возле автодороги А141 Орёл (город)—Витебск . Население — 3,464 тыс. жителей (2015 год). Стодолищенского сельского поселения.

## Население
| 1939 | 1959  | 2002  |
| ---- | ----- | ----- |
| 2238 | ↗2659 | ↗3284 |

## История
Посёлок Стодолище расположен на территории бывших деревень Малое Стодолище, Большое Стодолище, станции Стодолище и еврейского местечка Стодолище, деревень Сяковка и Будянка.
В списке населённых мест Смоленской губернии, Рославльского уезда по сведениям на 1859 год, изданном центральным статистическим комитетом министерства внутренних дел в Санкт-Петербурге в 1868 году, под номером 9870 записано Стодолище большое при безымянном ручье в 27 верстах от уездного города, в 18 верстах от квартиры станового. Число дворов — 13. Число жителей — 59 мужчин и 59 женщин. Под номером 9871 записано Стодолище малое при ручье Зубовке в 28 верстах от уездного города и 19 верстах от становых квартир. Число дворов — 11. Число жителей — 74 мужчины, 89 женщин.
По рассказам местных жителей, земли вокруг посёлка принадлежали помещику Аничкову. (Может быть, это Аничков Василий Филлипович, коллежский секретарь с 29.12.1859 года, Предводитель Рославльского уезда).
Он проиграл их какому-то военному в карты, тот, в свою очередь, начал продавать их. Часть земли купил Энгельгардт (мог купить Александр Александрович Энгельгардт, который состоял чиновником при Министерстве внутренних дел и находился в распоряжении Смоленского губернатора с 1892 года, в 1912 году награждён званием камергера) и переселил туда крестьян из деревни Сяковка, часть земель помещик Соколов (мог приобрести земли харьковский купец 2-й гильдии Иван Афиногенович Соколов).
Шоссе Смоленск-Рославль начало строиться в 1849 году, завершены работы были в 1858 году. Дорога была покрыта булыжником и только перед Великой Отечественной войной 1945 года она была покрыта асфальтом. До 1858 года почтовый тракт проходил не столько далеко от Стодолища, сколько в стороне, через сёла Ворошилово, Захаровку и до станции Крапивна. С началом движения по новому Рославльскому тракту были построены почтовые станции. Ближайшая к Стодолищу почтовая станция находилась в Слободе. На станции был староста и 7 ямщиков, 21 лошадь.
Первая железнодорожная магистраль, проходившая по территории Смоленщины, связывала Ригу с Орлом. Участок Орловско-Витебской железной дороги был открыт для движения поездов 8 октября 1868 года. 9 октября поезд отправился из Смоленска в Рославль через станцию Стодолище. После возвращения поезда в Смоленск для всех был открыт свободный проезд по железной дороге, начиная от Рославля до Витебска, а оттуда до Петербурга.
Так как для вывоза товаров и вообще для развития торговли большое значение имеют пути сообщения, то торговые предприятия основывались именно на таких путях, в узловых пунктах. Типичным примером может служить Стодолище, которое благодаря железной дороге превратилось из маленького полустанка Риго-Орловской железной дороги в крупное торговое село. Именно торговля продуктами земледелия обеспечила Стодолищу бурное развитие. Крупную торговлю льном, пенькой, рожью в Починке и Стодолище вели купцы Тит Фомич Шуканов, Вениамин Куселевич Черняк, Филипп Иванович Зимницкий, Дмитрий Нефёдович Демидов и другие.
Крупную торговлю лесом в Стодолище вели братья Эмануил и Симон Берковичи Каган, владелец лесопильного завода Абель Копелевич Рубинович. (Данные на 1912 год). Старожилы посёлка и сейчас ещё помнят, как девочки семьи Каган ходили в школу.
Станция Стодолище грузила до 700 тысяч пудов, главным образом лесных материалов.
В 1885 году А. А. Энгельгардт переселял часть своих деревень на новые земли. Так была переселена деревня Сяковка. По рассказам старожилов из мачулинской Сяковки вышли четыре деревни: Будянка, Роща, Родьковка и Засижье-3. Название последней не прижилось, и переселенцы начали называть её Сяковкой. Две из деревень сохранились и по сегодняшний день. Это деревня Сяковка при въезде в Стодолище из Рославля и деревня Будянка, находящаяся на северо-востоке Стодолища. На месте не сохранившейся деревни Роща сейчас расположены улицы Глинки и Твардовского посёлка Стодолище.
В конце XIX века в Рославльском уезде стали проживать евреи. В третьем стане, то есть в районе Стодолища и Деребужа евреи появились в 70-е годы. В 90-е годы их прибыло 55 человек. В Стодолище они селились вдоль Рославльского тракта. По архивным документам можно представить, чем занимались евреи в Рославльском уезде. Они представляли следующие профессии: портные, продавцы вина, столяры, пекари, повар по приготовлению кислых щей, мастера по изготовлению жестяной посуды, часовых дел мастера, заготовщики обуви, изготовители прохладительных напитков, приказчики у купцов, провизоры, мастера по починке швейных машинок.
В посёлке была построена синагога, которая располагалась на месте Почтовского озера.
В начале XX века в Стодолище велась смешанная торговля в сельской лавке. Здесь можно было купить необходимый, не очень шикарный, повседневный товар: дёготь и гвозди, галоши и ситец, конфеты и ситро, сапоги и шапки.
Стодолищенская земская школа была основана в 1891 году.
На 1916—17 учебный год: курс 4 года, 4 отделения; 188 учащихся, в том числе 88 девочек. Учебный год 118 дней, 4 учительницы; дополнительные предметы — гимнастика, военный строй; проводились чтения с просмотром туманных картинок; имелись общежитие, библиотека. Школа административно относилась к Полуевской волости, находилась в 27 верстах от Рославля, ст. Стодолище было 5 дворов, проживали 37 мужчин и 34 женщины.
Полуевский медицинский участок, к которому относилась станция Стодолище, был открыт в 1885 году в сельце Смычкове Ворошиловской волости и находился на расстоянии 4 верст от железнодорожной станции «Васьково» Риго-Орловской железной дороги. Он занимал площадь в 985 кв. вёрст, при населении в 34,2 тысячи.
На 1 января 1911 года амбулатория Полуевского медицинского участка находилась в с. Шанталово: 1 врач и 2 фельдшерско-акушерского персонала. Амбулаторных посещений за 1910 год 23365.
В годы Великой Отечественной войны село было оккупировано немецкими войсками. В июне 1942 года на окраине села была расстреляна советская разведчица Вера Андрианова. После освобождения села Красной Армией на её могиле был установлен памятник.

## Транспорт
В посёлке находится одноимённая железнодорожная станция на линии Колодня — Рославль, открытая в 1868 году.

## Экономика
Универмаг Стомять, отделение Сбербанка России, супермаркет Магнит, супермаркет «Пятерочка», кафе Пышка, Твиста и Эдем, ПО «Колос», фотостудия «Отражения».

## Достопримечательности
В здании довоенной постройки находится полная средняя школа.